# Triplete de Leo

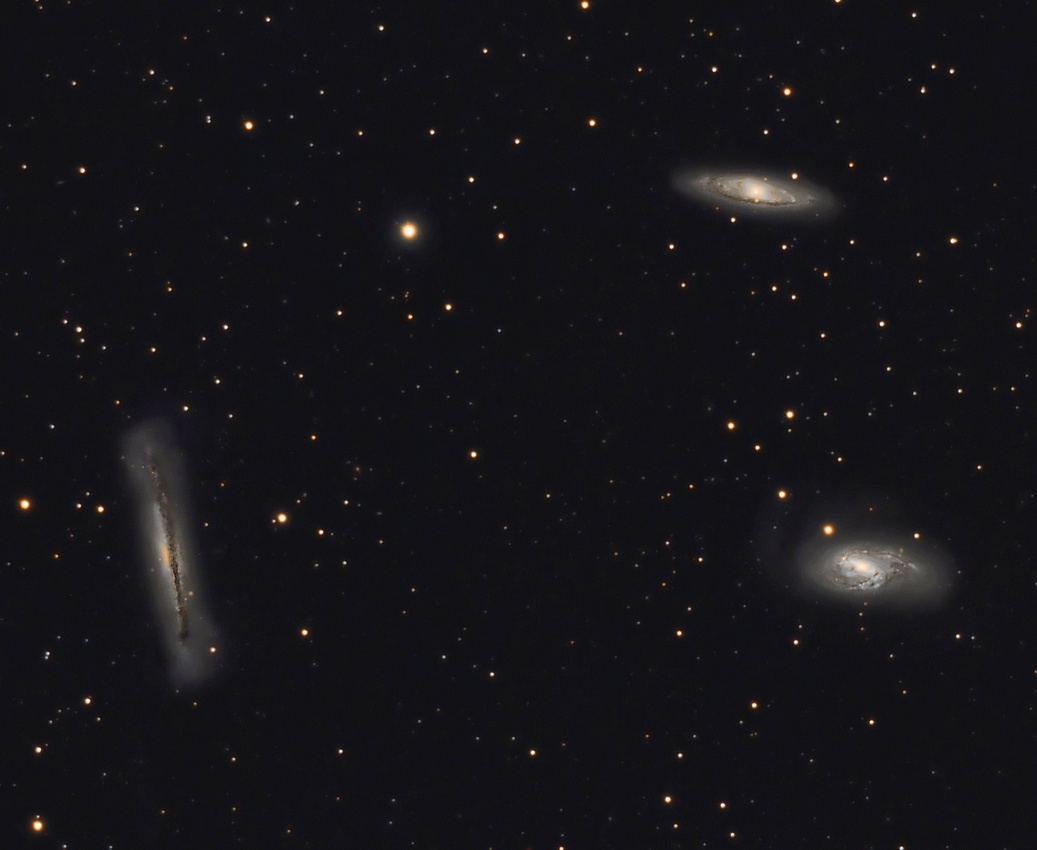
Triplete de Leo: M65 arriba derecha, M66 abajo derecha y NGC 3628 abajo izquierda.

El Triplete de Leo, también llamado Grupo de M66, es un pequeño grupo de galaxias a unos 35 millones de años luz en la constelación de Leo. Está formado por las galaxias espirales M65, M66 y NGC 3628.

## Miembros
| Nombre   | Tipo     | A.R. (J2000)     | Dec. (J2000) | Corrimiento al rojo (km/s) | Magnitud aparente | Imagen |
| -------- | -------- | ---------------- | ------------ | -------------------------- | ----------------- | ------ |
| M65      | SAB(rs)a | 11 h 18 m 56.0 s | +13°05′32″   | 807 ± 3                    | 10.3              |        |
| M66      | SAB(s)b  | 11 h 20 m 15.0 s | +12°59′30″   | 727 ± 3                    | 9.7               |        |
| NGC 3628 | SAb pec  | 11 h 20 m 17.0 s | +13°35′23″   | 843 ± 1                    | 14.0              |        |

NGC 3593 en ocasiones se incluye en este grupo.